# Reteporella laxipes
Reteporella laxipes är en mossdjursart. Reteporella laxipes ingår i släktet Reteporella och familjen Phidoloporidae. Utöver nominatformen finns också underarten R. l. nonforata.